# Karina Habšudová
Karina Habšudová (Bojnice, Slovačka, 2. kolovoza 1973.) je bivša slovačka tenisačica. 

## Teniska karijera
Habšudová je tenis počela trenirati s deset godina dok je 1991. osvojila juniorski US Open. Iste godine bila je i najbolja juniorka na svijetu. Tenisačica je bila uspješnija u igri parova gdje je osvojila šest WTA naslova. Također, sa sunarodnjakom Karolom Kučerom je 1998. osvojila Hopmanov kup, prvi u slovačkoj teniskoj povijesti.

## WTA finala

### Pojedinačno (1:4)
| Ishod   | Datum               | Turnir                 | Podloga         | Protivnik         | Rezultat      |
| ------- | ------------------- | ---------------------- | --------------- | ----------------- | ------------- |
| Poraz   | 19. svibnja 1996.   | Berlin, Njemačka       | zemlja          | Steffi Graf       | 6–4, 2–6, 5–7 |
| Poraz   | 27. listopada 1996. | Luxembourg, Luksemburg | beton (dvorana) | Anke Huber        | 3–6, 0–6      |
| Poraz   | 16. veljače 1997.   | Linz, Austrija         | beton (dvorana) | Chanda Rubin      | 4–6, 2–6      |
| Pobjeda | 11. srpnja 1999.    | Pörtschach, Austrija   | zemlja          | Silvija Talaja    | 2–6, 6–4, 6–4 |
| Poraz   | 18. srpnja 1999.    | Sopot, Poljska         | zemlja          | Conchita Martínez | 1–6, 1–6      |

### Parovi (6:6)
| Ishod   | Datum               | Turnir                       | Podloga         | Partner            | ProtivniCI                          | Rezultat           |
| ------- | ------------------- | ---------------------------- | --------------- | ------------------ | ----------------------------------- | ------------------ |
| Poraz   | 24. svibnja 1992.   | Luzern, Švicarska            | zemlja          | Marianne Werdel    | Amy Frazier Elna Reinach            | 5–7, 2–6           |
| Poraz   | 31. srpnja 1994.    | Bad Gastein, Austrija        | zemlja          | Alexandra Fusai    | Sandra Cecchini Patricia Tarabini   | 5–7, 5–7           |
| Pobjeda | 15. rujna 1996.     | Karlovy Vary, Češka          | zemlja          | Helena Suková      | Eva Martincova Elena Pampoulova     | 3–6, 6–3, 6–2      |
| Poraz   | 22. lipnja 1997.    | Rosmalen, Nizozemska         | zemlja          | Florencia Labat    | Eva Melicharová Helena Vildová      | 3–6, 6–7           |
| Pobjeda | 20. srpnja 1997.    | Prag, Češka                  | zemlja          | Ruxandra Dragomir  | Eva Martincova Helena Vildová       | 6–1, 5–7, 6–2      |
| Pobjeda | 12. srpnja 1998.    | Prag, Češka                  | zemlja          | Silvia Farina Elia | Květa Hrdličková Michaela Paštiková | 2–6, 6–1, 6–2      |
| Pobjeda | 19. srpnja 1998.    | Varšava, Poljska             | zemlja          | Olga Lugina        | Liezel Huber Karin Kschwendt        | 7–6, 7–5           |
| Pobjeda | 11. srpnja 1999.    | Pörtschach, Austrija         | zemlja          | Silvia Farina Elia | Olga Lugina Laura Montalvo          | 6–4, 6–4           |
| Poraz   | 20. veljače 2000.   | Hannover, Njemačka           | beton (dvorana) | Silvia Farina Elia | Åsa Svensson Nataša Zvereva         | 3–6, 4–6           |
| Poraz   | 24. lipnja 2000.    | 's-Hertogenbosch, Nizozemska | trava           | Catherine Barclay  | Erika de Lone Nicole Pratt          | 6–7(4), 3–4, odus. |
| Pobjeda | 29. listopada 2000. | Bratislava, Slovačka         | beton (dvorana) | Daniela Hantuchová | Petra Mandula Patricia Wartusch     | odus.              |
| Poraz   | 24. veljače 2001.   | Dubai, UAE                   | beton           | Åsa Carlsson       | Yayuk Basuki Caroline Vis           | 0–6, 6–4, 2–6      |

## Vanjske poveznice
- Profil tenisačice na WTA Tennis.com
- Profil tenisačice na FedCup.com  Arhivirana inačica izvorne stranice od 15. rujna 2013. (Wayback Machine)